# オクタオクタコンタン
| オクタオクタコンタン | オクタオクタコンタン |
| -------------------- | -------------------- |
| CH3(CH2)86CH3        |                      |
| IUPAC名              | オクタオクタコンタン |
| 分子式               | C88H178              |
| 分子量               | 1236.3549            |
| CAS登録番号          | 7667-94-9            |

オクタオクタコンタン (Octaoctacontane) とは、直鎖状のアルカンの1種。炭素原子が88個、分岐することなく一列に連なっている。分子式はC88H178。分子量は1236.3549。